# William Rea
William Rea, född 3 februari 1952, är en friidrottare från Österrike. Han deltog vid olympiska sommarspelen 1980.